# 世界难民日
每年6月20日，是世界难民日（La Journée mondiale des réfugiés / World Refugee Day）。
世界难民日是联合国难民署（UNHCR）确定的一项纪念日。起初，它是非洲独有的纪念日（原名“非洲难民日”），因为非洲历来是包容、庇护难民数量最多的地区。2000年12月，在联合国难民署倡导下，各国在联合国大会上一致通过一项特殊决议，这项决议的通过之时正是1951年《关于难民地位的公约》生效50周年，决议认为，为肯定和感谢非洲对难民一贯慷慨的态度，促进非洲团结，引起国际社会对难民问题的重视，可以将6月20日“非洲难民日”确定为“世界难民日”，这也正是此纪念日的意义所在。大会因此决定，今后的每年6月20日为世界难民日。

## 起源
在1950年成立的联合国难民署以及1951年出台的《联合国难民公约》的共同推动下，世界难民保障体系得以建立。这一体系是用来应对第二次世界大战及其余波所带来的人口流动的影响，并且通过主张难民权利以鼓励各国收留难民。
1967年出台的《议定书》进一步补充《联合国难民公约》，同时世界几个地区陆续建立的保护体制也有力地推动了《公约》的实施。
1974年6月20日，非洲大陆通过了一项关于非洲难民问题的公约，并决定将每年的这一天定为“非洲难民日”，以引起国际社会对难民问题更广泛的关注。
2000年12月4日联合国大会通过了第55/76号决议，在这个决议中，大会注意到2001年是1951年的《关于难民地位的公约》五十周年，并且非洲统一组织（非洲联盟）同意国际难民日与6月20日非洲难民日可定在同一天。大会由此决定从2001年起，把6月20日定为“世界难民日”。

## 目的
难民问题一直是国际社会的一大顽疾。为保证难民的基本权利，以及通过国际合作解决难民地位问题，早在1951年，联合国难民和无国籍人地位全权代表会议通过了《关于难民地位的公约》。灾难、战争、民族及种族争端等使得难民问题日益严重。特别是从1993年到2003年这十年来，世界范围内爆发了80多起战争或冲突，造成了大规模的难民潮，难民数量一直高达2000多万人以上，1994年曾达到2742万人，其中，妇女和儿童占难民总数的80%，难民问题的日益严重引起了国际社会的巨大关注。从2001年起，把每年的6月20日定为“世界难民日”。联合国希望借此引起人们对难民问题的关注，并对难民为社会做出的贡献有所认识、尊重。2001年第一个“世界难民日”将主题定为“尊重”，即尊重难民作为人的存在。

## 历年主题
- 2001年：尊重
- 2002年：优先解决女难民问题
- 2003年：难民青年开创未来
- 2004年：我想有个家
- 2005年：逃离危险和流亡皆需勇气
- 2006年：让希望之火留存
- 2007年：无（联合国难民署没有指定的主题）
- 2008年：保护
- 2009年：活生生的人，活生生的需要
- 2010年：未成年的移民和难民
- 2011年：“一个流浪家庭已经算太多”和“一个被剥夺希望的难民已经算太多”。
- 2012年：难民别无选择，你有
- 2013年：用一分钟时间，支持一个难民家庭
- 2017年：
  - 在中国的活动引发争议，参见：姚晨难民事件。

## 难民

### 定义
“难民”分为经济难民、自然灾害难民、战争和政治难民。经济难民指为了改善自己的生活而“自愿”流离失所的人，也称非法移民。自然灾害难民指因地震、严重水旱灾害等原因而被迫离开家园的人，他们往往通过临时救济后返回来源国。战争难民指为躲避战乱而背井离乡的人，他们中包括无政治倾向的“流民”和政治难民。

### 人数
在过去60多年中，全世界有75000多万人因战乱、灾害等原因被迫离开家园，沦为难民。在联合国难民署和国际社会的共同努力下，数百万难民得以重返故里。由于伊拉克局势动荡，从2006年以来，全球难民人数持续上升。截至2007年底，全球难民人数从2006年的990万上升到1440万。 
在2012年，我们关注的人士逾4,520万人之多，包括难民（ 1,540万）、流离失所者（2,880万）和寻求庇护者（93.7万）。其中近半难民为儿童，占46%。

### 难民与流离失所者的区别
根据联合国1951年7月28日在日内瓦签订的《关于难民地位的公约》以及联合国在1967年1月31日在纽约修订的关于难民身份的《难民议定书》，难民的定义是：基于一种可以证明成立的理由，由于种族、宗教、国籍、身为某一特定社会团体的成员、或具有某种政治见解的原因而畏惧遭受迫害并身在其本国之外，并由于这样的畏惧而不能或不愿意受该国保护的人，或者一个无国籍的人，并由于上述事情留在他以前经常居住国以外而现在不能、或由于上述畏惧而不愿意返回该国的人。
与难民不同，国内流离失所者并没有一个法律定义。但联合国报告《国内流离失所问题指导原则》使用了这样的定义：
国内流离失所者是被强迫逃离其家园或习惯住处的个人或集体，逃离的原因特别是要避免武装冲突、普遍的暴力、对人权的侵犯或天灾人祸，而这种逃离并没有穿过国际承认的边界。
这个定义强调了国内流离失所的两个重要因素（强迫与国内迁移），但需要注意的是《指导原则》并没有给出一个严格的定义，而只是描述了《指导原则》所关注的此类人群的身份特征。因此，《指导原则》并未强调法律精确性，而是具有一定的灵活性，该文件所列出的流离失所原因并不全面。然而，正如埃琳•穆尼 （Erin Mooney）所指出的：“国际上有关国内流离失所的数据一般仅包括因冲突和人权问题而背井离乡的人。”此外，最近的一项研究表示国内流离失所者的定义应该更为狭窄，仅指因暴力局势而流离失所的人。许多人都认为国内流离失所者与难民其实应是一类人，国内流离失所者一旦穿越边境就成为难民。

### 解决方法
保护和帮助难民主要是联合国难民事务高级专员办公室的责任。联合国《关于难民地位的公约》规定缔约国应给予其领土上的难民一定的待遇，其中包括，在初级教育、公共救济、劳动和社会安全等方面给以国民待遇；在动产和不动产、自由职业、房屋等方面给以至少不低于一般外国人并尽可能优惠的待遇；各国应尊重难民取得个人身份的权利，给予难民身份证件和保护他们不被驱逐出境，并尽可能便利难民的入籍和同化。处在发生武装冲突的国家中的国内流离失所者则属于红十字国际委员会的任务范围。国内流离失所者作为平民有权享受红十字国际委员会的保护和帮助（对平民的保护/探望被拘留者、药物援助或食物援助，恢复因战争离散的家庭成员的联系等等）。
解决难民问题一般采用三种办法：自愿遣返、就地融合和第三国安置。国际社会曾呼吁，在救助青少年难民时，不仅应着手解决他们的营养和健康问题，更应向他们提供教育和培训的机会，不断发掘青少年难民的潜力，为其未来的发展作准备。

## 外部連結
- （英文）World Refugee Day - United Nations （页面存档备份，存于）
- （繁體中文）World Refugee Day。620世界難民日